# Biłgoraj
Biłgoraj este un oraș în Polonia.